# Base Naval Zárate
La Base Naval Zárate (BNZA) es una base naval de la Armada Argentina en Zárate, provincia de Buenos Aires. Es la base del Área Naval Fluvial y del Batallón de Infantería de Marina N.º 3.

## Reseña
Creada el 16 de diciembre de 1873 al autorizar Domingo Faustino Sarmiento el primer arsenal de la Marina de Guerra en Zárate. Fue su primer jefe el teniente coronel de marina Clodomiro Urtubey.
La base naval concentra los medios y personal del Área Naval Fluvial, creada el 16 de diciembre de 1974 para vigilancia y control del Río de la Plata y los espacios fluviales.

## Medios
Los medios con apostadero en esta base naval (2025):
| Unidad                               | Siglas |
| División Patrullado Fluvial          | DVPF   |
| ------------------------------------ | ------ |
| Patrullero ARA King                  | PAKI   |
| Multipropósito ARA Ciudad de Rosario | MPCR   |
| Multipropósito ARA Ciudad de Zárate  | MPCZ   |
| Lancha patrullera ARA Río Santiago   | LPRS   |